# Yo Majesty
Yo! Majesty jest amerykańską grupą raperską, składającą się z dwóch członkiń: raperki Shon B oraz piosenkarki Jwl B. Yo! Majesty zostało wymienione na liście "Top 11 new bands of 2008" (Jedenaście najlepszych nowych zespołów roku 2008), utworzonej przez magazyn NME, jako jeden z "25 Najbardziej Ekscytujących Zespołów w Ameryce".

## Życiorys

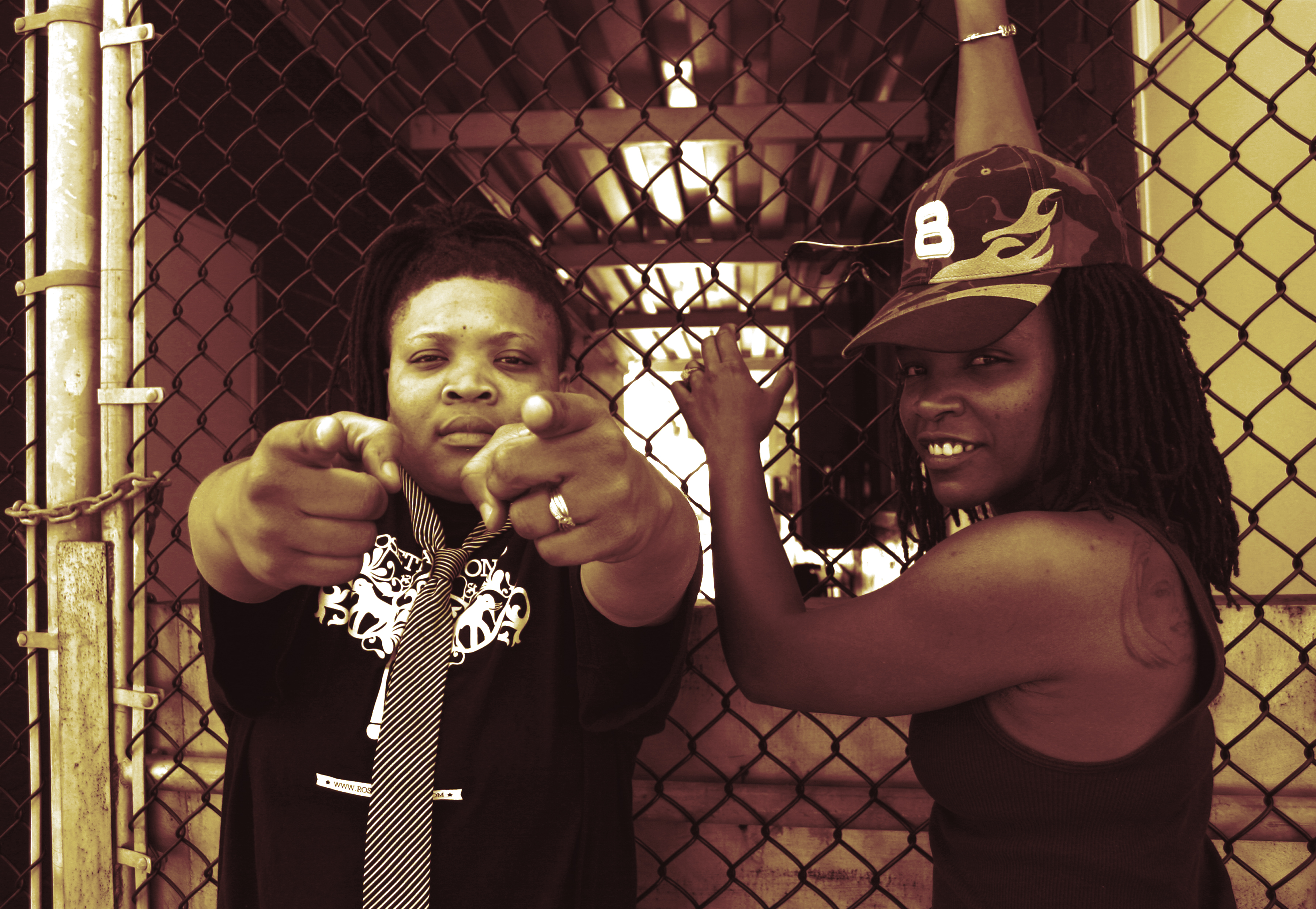
Jwl B i Shunda K

Obecnymi członkiniami grupy jest Windy "Jwl B" Baynham oraz Shon Burt, znana jako Shon B. Formalnie do zespołu należy również LaShunda Flowers o ksywie "Shunda K", która postanowiła przerwać współpracę z powodu niezadowalających ją warunków finansowych. Artystki otwarcie manifestują swój safizm oraz swoją wiarę chrześcijańską, należy jednak wspomnieć, iż Shunda K miała wcześniej męża.
Muzyka tworzona przez Yo! Majesty to połączenie crunku, rytmów klubowych z Baltimore, elektro, a także - ze względu na ich niepodporządkowanie się wytwórniom oraz tworzenie nowych dźwięków - przyrównuje się je do punku.
Raperki Shon B i Shunda K rozpoczęły współpracę jako duet Yeah Majesty, dopóki nie włączyły do składu wokalistki gospel Jwl B. Następnie kooperowały z grupą HardfeelingsUK (złożoną z Davida Alexandra tudzież Richarda Winstanleya) tworzącą muzykę elektroniczną, wzorowaną na londyńskiej scenie. Zaowocowało to w 2002 r. elektro-rapowymi, klubowymi bitami w piosenkach Yo! Majesty. Po przerwie w czasie małżeństwa Shundy K, zespół przegrupował się. Jak tylko ugruntowały swoją reputację w podziemnych, klubowych kręgach, zarówno amerykańskich, jak i brytyjskich, samodzielnie nagrały w 2006 roku swoją pierwszą, oficjalną płytę - "Yo EP".
W 2007 roku występowały na SXSW (South by Southwest) oraz ruszyły w trasę obok m.in. CSS czy The Gossip. W tym samym roku podpisały kontrakt z wytwórnią Domino, która nagrała w 2008 roku album długogrający, zawierający piosenkę wyprodukowaną przez Basement Jaxx. Shunda K ogłosiła 16 czerwca 2009 roku wiadomość, iż jej droga z wytwórnią Domino rozbiega się. Natychmiast nagrała również 42 nowe kawałki dla swobodnego stwierdzenia "Domino nie poruszało się dla mnie wystarczająco szybko!".

## Dyskografia

### Albumy
| Rok  | Album                                     | Wytwórnia      |
| ---- | ----------------------------------------- | -------------- |
| 2006 | Yo EP                                     | Out There      |
| 2008 | Kryptonite Pussy EP                       | Domino Records |
| 2008 | Futuristically Speaking...Never Be Afraid | Domino Records |

### Współpraca
| Rok  | Utwór        | Album                          | Wytwórnia            |
| ---- | ------------ | ------------------------------ | -------------------- |
| 2008 | "Pony Girl"  | Anarchy & Alchemy Dub Gabriela | Destroy All Concepts |
| 2008 | "Sweat Shop" | Stainless Style Neona Neona    | Lex Records          |

### Single
- 2009 "Don't Let Go"